# 电子交换卡片游戏

電子交換卡牌遊戲是透過電子遊戲（多需連線）模擬的交換卡片遊戲，交換內容許多時候不是卡片畫面，而是圖示、虛擬形象等。起初，電子遊戲卡片直接複製現實中的實體卡片來製作，但後來出現的《爐石戰記》《符文之地傳奇》《闇影詩章》等許多遊戲直接是由虛擬卡片組成的而沒有實體卡片基礎。